# 陽雄
陽雄（6世纪？—578年），西魏、北周軍事人物，字元略，上洛郡邑陽县（今陕西省洛南县东北）人，陽猛的儿子。
陽雄初任奉朝請，累進都督、直後、明威将軍、積射将軍。跟随于谨攻打盤豆柵，跟随李遠参与沙苑之战，力战有功。封安平县侯，邑八百户，加冠军将军、中散大夫。後入洛陽，参与河桥之战、玉壁之战、邙山之战，有战功。前后增邑四百五十户，世袭邑阳郡太守。在宇文虬麾下攻克上津，升任通直散騎常侍、大都督、儀同三司。南朝陳将领侯方儿、潘純陀攻打江陵，陽雄跟随豆卢宁将其击退。担任洵州刺史。后来以其地置平州，陽雄任刺史。进爵玉城县公，增邑通前一千六百户，加骠骑大将军、开府仪同三司。召還入朝为載師中大夫，升任西宁州总管，因病没有就任。担任通洛防主。
阳雄在边疆，务在保境息民，北齐洛州刺史独孤永業作为对峙之敌，与他互相尊敬。召還入朝为京兆尹、民部中大夫。進位大将軍、转任中外府長史。改任江陵总管、四州五防诸军事，改封鲁阳县公。宣政元年（578年）在镇去世。大象元年（579年），追封魯陽郡公，追贈陳曹莒汴四州刺史。諡怀。其子陽长宽嗣爵，官至儀同大将軍。